# Ara škraboškový
Ara škraboškový (Cyanopsitta spixii), též ara Spixův, je zřejmě ve volné přírodě ve své domovině v Brazílii ve státě Bahia vymřelý druh ptáka.
Poslední volně žijící samec zmizel v roce 2000. K vymření přispěly dva hlavní faktory: Prvním faktorem bylo zmenšování vhodných biotopů, galeriových lesů, a druhým faktorem bylo vychytání posledních jedinců pro chov v zajetí. Poslední tři ptáci byli odchyceni v letech 1987 a 1988. V zajetí je v záchranných programech kolem 70 ptáků, další jsou chováni neoficiálně, načerno. V zajetí se daří rozmnožovat a připravuje se reintrodukce zpět do původního prostředí.
Dorůstá velikosti 55 cm. Živí se semeny, ořechy a jinými plody, které sbírá při šplhání na větvích.

## Život v přírodě
Ara škraboškový, známý také jako ara Spixův, byl objeven v roce 1819 v údolí São Francisco v severovýchodní Brazílii. Jeho populace byla odhadnuta na 180 kusů. Osadníci žijící v jeho výskytu vykáceli tolik lesního porostu, že do poloviny 70. let dvacátého století se jeho populace odhadovala na 60 kusů, což byl stav kritický. V tu dobu měl být chráněn zákonem a přísnými tresty, ale místo toho se začal intenzivně odchytávat, protože o poslední exempláře byl velký zájem.
V roce 1984 zůstali v brazilské divočině poslední 4 arové tohoto druhu a o rok později, kdy byl do jeho území vyslán Paul Roth Mezinárodní radou pro záchranu ptactva, poletovali zde jen 3 ptáci. Osadníci mu tvrdili, že jeho ztráty v divočině nezapříčiňují jen lovci a osadníci, ale i dovezené včely z Afriky, které usmrcovaly samice sedící na vejcích. Od roku 1988 létal nad brazilskou divočinou poslední ara škraboškový-sameček. Když mu lovci ulovili družku, řešil svou osamělost tím, že se přidal k hejnu arů marakán a mezi nimi si našel novou partnerku, kterou si pravidelně odváděl z hejna a hnízdil s ní ve stejném stromě jako dříve.
Od 5. října 2000 nebyl spatřen ani poslední žijící ara škraboškový v oblasti caatinga, takže se předpokládá, že tento druh v přírodě vyhynul. Z historie je známé, že tento druh obýval palmové háje. Jeho hlas není tak intenzivní jako u ostatních arů. V zajetí se daří rozmnožovat a připravuje se reintrodukce (navrácení) zpět do původního prostředí.

## Galerie

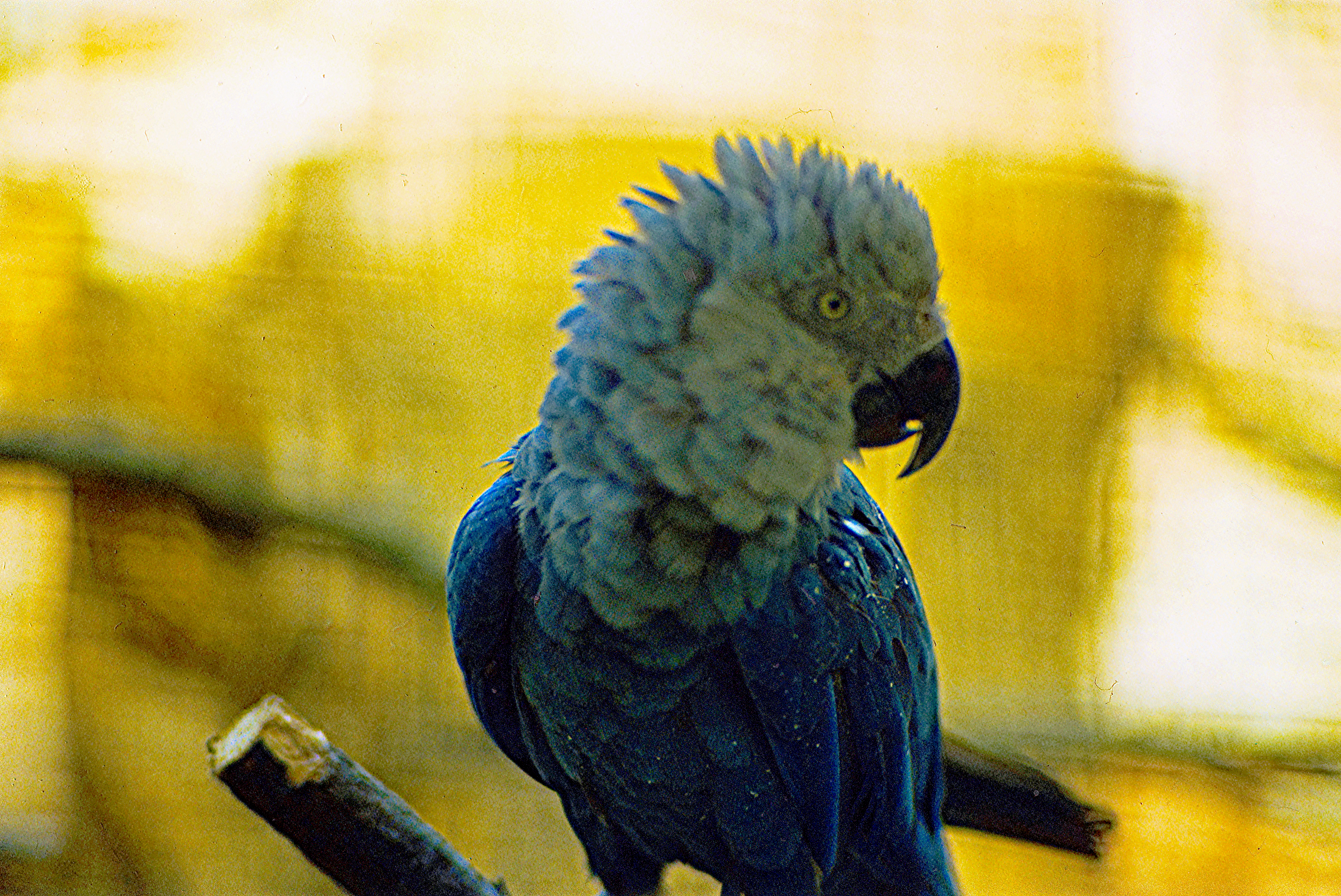
Cyanopsitta spixii
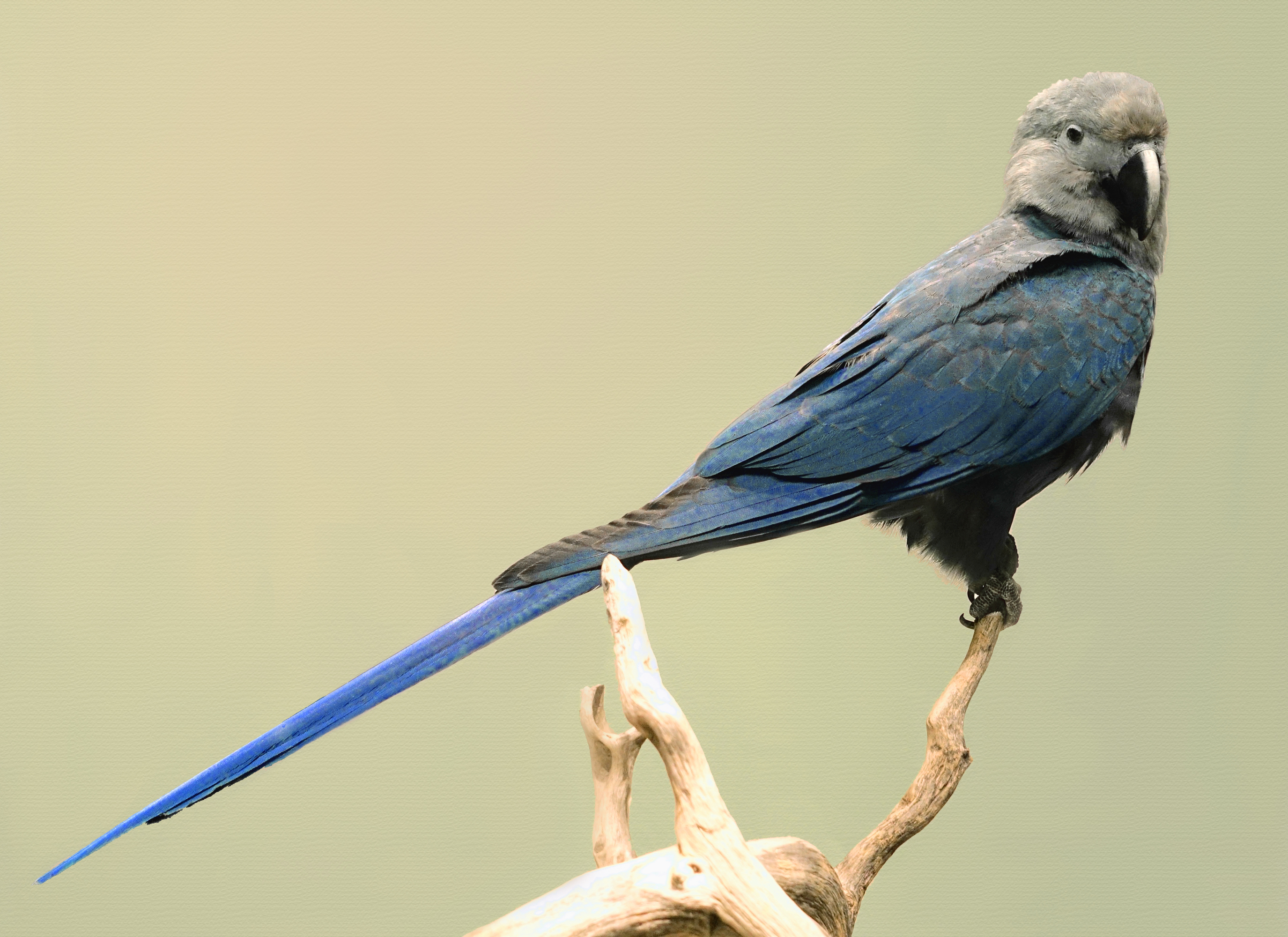
Cyanopsitta spixii
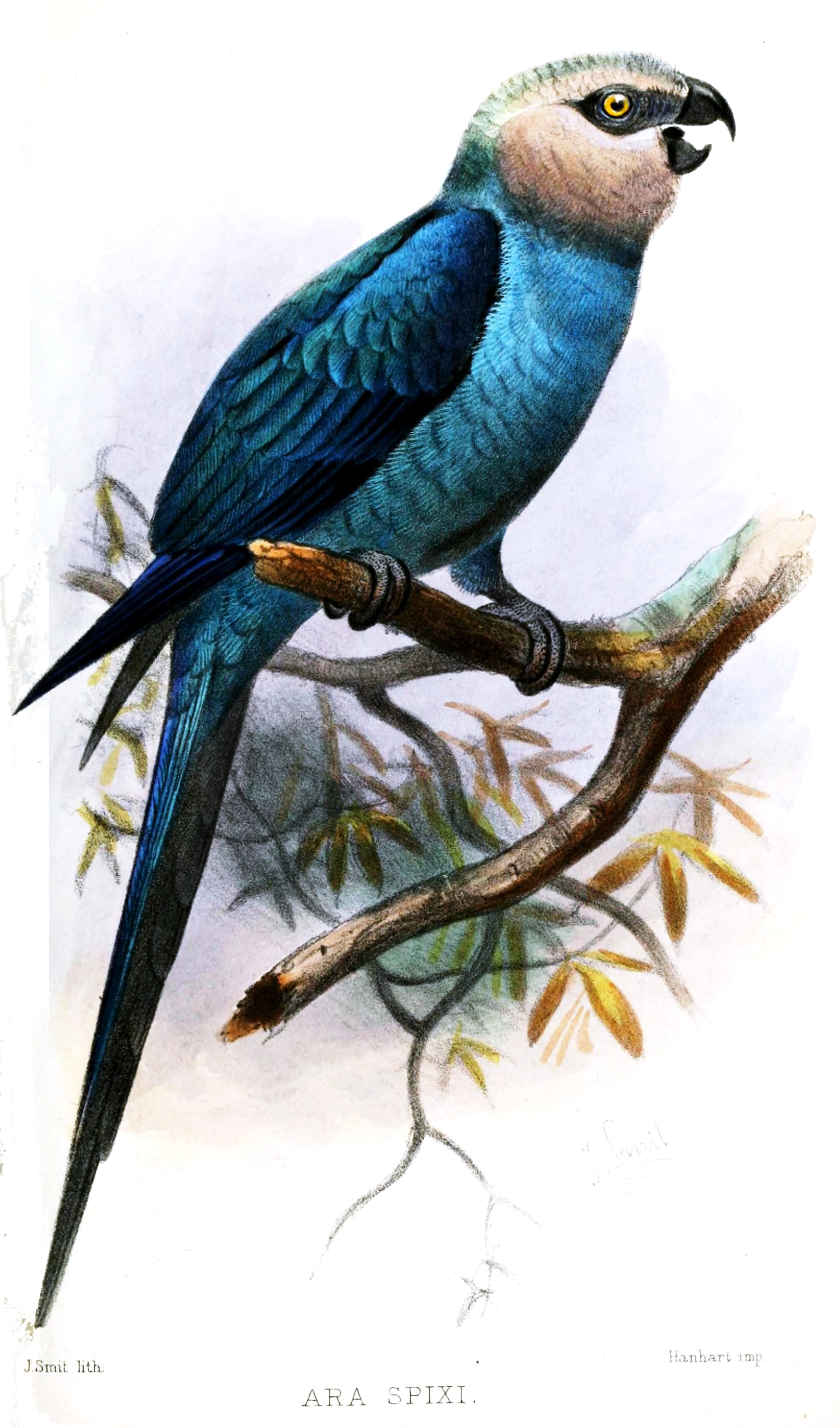
Cyanopsitta spixii
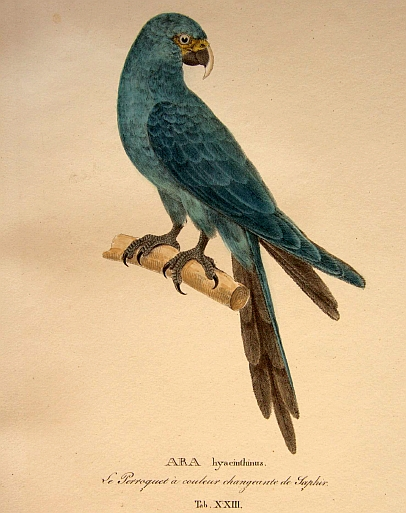
Cyanopsitta spixii